# Motorprinsens medalj
Motorprinsens medalj är en utmärkelse inom svensk motorsport. Medaljen instiftades 1975 och fick sitt namn för att uppmärksamma prins Bertils ("motorprinsen") stora betydelse för motorsporten i Sverige. I juryn för Motorprinsens medalj sitter representanter för Kungliga Automobilklubben, Svenska Bilsportförbundet, Riksidrottsförbundet och Sportjournalisternas förbund. Medaljen får bäras och är av åttonde storleken och i guld.

## Innehavare
Följande personer har tilldelats medaljen (med årtal då de tilldelades den).
- 1977 Björn Waldegård
- 1979 Ronnie Peterson (postumt)
- 1981 Per-Inge Walfridsson
- 1982 Bertil Lundberg
- 1983 Stig Blomqvist
- 1986 Lennart Bohlin
- 1988 Lars V. Adén
- 1991 C.G. Hammarlund
- 1992 Lars Österlind
- 1993 Bertil Klarin
- 1996 Gunnar Palm
- 1999 Rickard Rydell
- 2000 Kenny Bräck
- 2002 Ove ”Påven” Andersson
- 2008 Mattias Ekström
- 2009 Kenneth Hansen
- 2010 Mats Eriksson
- 2012 Tina Thörner
- 2015 Felix Rosenqvist
- 2015 Thed Björk
- 2016 Mattias Ekström
- 2017 Johan Kristoffersson
- 2018 Mattias Ekström
- 2019 Timmy Hansen
- 2022 Mikaela Åhlin-Kottulinsky